# پال گوسار
پال گوسار (به انگلیسی: Paul Gosar) نمایندهٔ حوزه انتخابیه چهارم آریزونا از حزب جمهوری‌خواه ایالات متحده آمریکا در مجلس نمایندگان ایالات متحده آمریکا است که برای نخستین‌بار در ۲۵ ژانویه ۲۰۱۱ میلادی به‌عضویت این مجلس درآمد.پال گوسار دارای مدرک دندانپزشکی‌ست.